# Pierre Larsen (fodboldspiller, født 1994)
 Der er flere personer med dette navn, se Pierre Larsen.
Pierre Dahlin Larsen (født 16. juli 1994 i København) er en dansk fodboldspiller, der spiller for Trelleborgs FF.

## Karriere
Larsen startede med at spille fodbold som 6-årig i KB, og fik i 2013 sin seniordebut for Brønshøj Boldklub.
Han skrev i vinteren 2017 under på en aftale med FC Helsingør, og den 22. juni 2017 skrev han under på en toårig forlængelse af sin kontrakt, så parterne havde papir på hinanden frem til sommeren 2019. Han blev i august 2017 udlejet til Viborg FF på en etårig aftale.
Den 3. august 2018 blev det offentliggjort, at Larsen havde skrevet under på en aftale med Fremad Amager. Kontraktens længde blev ikke bekendtgjort.